# 戈尔斯莱本
戈尔斯莱本（德語：Gorsleben，發音：[ˈɡɔʁsˌleːbn̩]）是德国图林根州基夫霍伊瑟县曾经的一个市镇，面积10.81平方千米，2017年12月31日人口为498人。2019年1月1日，戈尔斯莱本所属的施米克山麓管理共同体解散，其与另外5个成员市镇合并为新市镇安德施米克。